# Іван Грегр
Іван Грегр (чеськ. Ivan Grégr, нар. 21 травня 1942, Прага) — колишній чехословацький футбольний арбітр. Арбітр ФІФА у 1981—1991 роках

## Кар'єра
У 1978—1991 роки Грегр судив матчі у чехословацькій лізі, провівши цілому 155 матчі як головний арбітр і ще 153 в статусі помічника.
На міжнародному рівні у 1982—1990 роках відсудив 61 матч, в тому числі 5 матчів єврокубків — 1 матч в Кубку європейських чемпіонів і 4 матчі в Кубку УЄФА).
У 1983 році відсудив один матч групового етапу на молодіжному чемпіонаті світу у Мексиці.